# Björngöl (Hjorteds socken, Småland, 639084-153664)
Björngöl är en sjö i Västerviks kommun i Småland och ingår i Botorpsströmmen-Marströmmens kustområde. Sjöns area är 0,03 kvadratkilometer och den är belägen 52,7 meter över havet.